# Renascença (Santa Maria)
Renascença é um bairro do distrito da sede, no município de Santa Maria. Localiza-se na região oeste da cidade.
O bairro Renascença possui uma área de 1,3883 km² que equivale a 1,14% do distrito da Sede que é de 121,84 km² e  0,0775% do município de Santa Maria que é de 1791,65 km².

## História
O bairro, cujo nome é em referência a sua unidade residencial Vila Renascença, surge em 2006 de área subtraída do agora vizinho Patronato e de área até então sem definição de bairro, os chamados sem-bairro. Do Patronato fora subtraída apenas a unidade residencial Vila Renascença.

## Limites
Limita-se com os bairros: Boi Morto, Juscelino Kubitschek, Patronato, Pinheiro Machado, São João, São Valentim, Urlândia.
Descrição dos limites do bairro: A delimitação inicia no eixo da Rodovia BR-158, num ponto da projeção do eixo da Estrada Municipal Capitão Vasco da Cunha, segue-se a partir daí pela seguinte delimitação: eixo da Rodovia BR-158, no sentido nordeste; eixo da BR-287, no sentido sudeste; eixo da Rua Irmã Dulce, no sentido sudoeste, contornando para oeste; eixo da Estrada Municipal Capitão Vasco da Cunha, excluindo deste Bairro as propriedades que confrontam ao oeste com esta Estrada,   até encontrar o eixo da Rodovia BR-158, início desta demarcação.

## Unidades residenciais
O bairro Renascença, pertencente ao distrito da Sede, é uma unidade de vizinhança que contém as seguintes unidades residenciais:
| # | Unidade residencial               | Localização                       | Limites | Obs.       |
| - | --------------------------------- | --------------------------------- | --- | ---------- |
| 1 | Condomínio Residencial Arco Verde | 29° 42' 11.39" S 53° 50' 23.88" O | A unidade residencial urbana que confronta a noroeste com a Rodovia BR-158, na esquina formada pelo trevo da Rodovia BR-287. |            |
| 2 | Renascença                        |                                   | Toda a área do perímetro do bairro Renascença sem denominação específica. |            |
| 3 | Vila Renascença                   | 29° 42' 21.25" S 53° 50' 02.10" O | A unidade residencial urbana que confronta ao sudoeste e noroeste com o fundo dos lotes que confrontam, respectivamente, ao nordeste e sudeste com a Rua da Felicidade; ao nordeste, com a canalização do Arroio Cadena e ao sudeste, com a Rua Irmã Dulce. | [ Obs. 1 ] |

1. ↑  O acesso principal se dá pela Rua Irmã Dulce, que faz esquina com a BR-392. Grande parte de suas ruas tem nome de letras: Rua A, Rua B,...

## Demografia

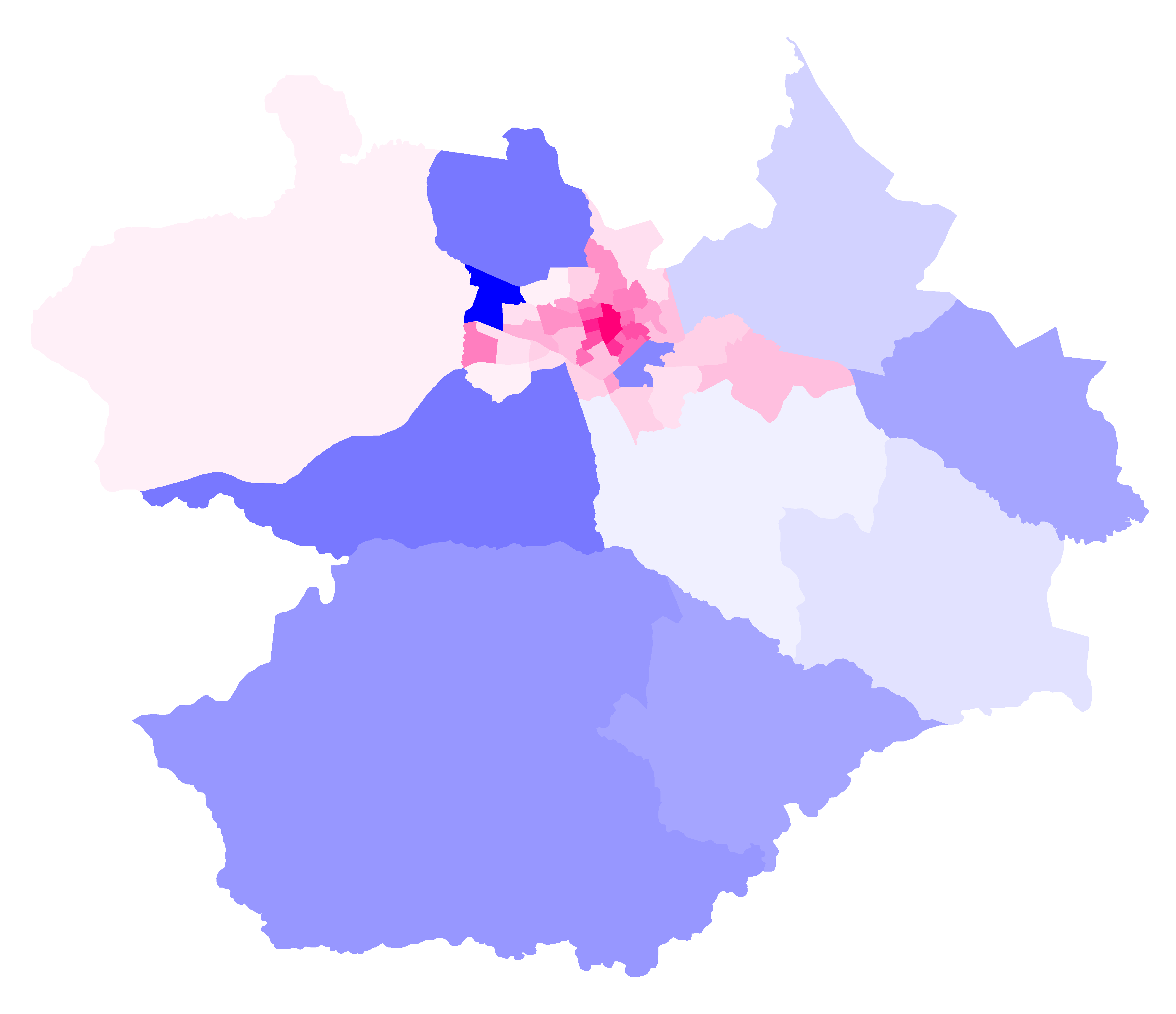
Mapa do município de Santa Maria com as divisões em bairros. Em escalas de azul os bairros com predominância masculina e em escalas de rosa os bairros com predominância feminina. Observa-se que quanto melhor a infraestrutura e o acesso a ela mais convidativo o bairro é para a população feminina. E, reciprocamente, podemos reconhecer os bairros com melhor infraestrutura observando onde a população feminina está concentrada.

Segundo o censo demográfico de 2010, Renascença é, dentre os 50 bairros oficiais de Santa Maria:
- Um dos 41 bairros do distrito da Sede.
- O 40º bairro mais populoso.
- O 35º bairro em extensão territorial.
- O 29º bairro mais povoado (população/área).
- O 48º bairro em percentual de população na terceira idade (com 60 anos ou mais).
- O 8º bairro em percentual de população na idade adulta (entre 18 e 59 anos).
- O 20º bairro em percentual de população na menoridade (com menos de 18 anos).
- Um dos 39 bairros com predominância de população feminina.
- Um dos 30 bairros que não contabilizaram moradores com 100 anos ou mais.

Distribuição populacional do bairro
1. Total: 1.791 (100%)
  1. Urbana: 1.791 (100%)
  2. Rural: 0 (0%)
2. Homens: 879 (49,08%)
  1. Urbana: 879 (100%)
  2. Rural: 0 (0%)
3. Mulheres: 912 (50,92%)
  1. Urbana: 912 (100%)
  2. Rural: 0 (0%)

## Infraestrutura
Comércio
Está sendo construído um shopping no bairro com o nome Shopping Praça Nova Santa Maria às margens da BR-287/BR-158 planejado para ser o maior shopping do interior do Estado.